# 2015 في المكسيك
فيما يلي قوائم الأحداث التي وقعت خلال عام 2015 في المكسيك.

## أحداث
- 5 مارس – رالي المكسيك 2015

## أفلام
من الأفلام التي صدرت هذه السنة في المكسيك:
- 1 يناير – أربعة أقمار من إخراج Sergio Tovar Velarde [الإنجليزية]‏.
- 1 يناير – ديك مع عدة بيوض

## برامج ومسلسلات وأنمي
- نادي الغربان

## وفيات

### مارس
- 9 مارس – ريكو ألانيز (مواليد 1919)
- 12 مارس – ماريا غوزمان (مواليد 1931)[1]

### يونيو
- 21 يونيو – خوان خوسيه إسترادا (مواليد 1963) ملاكم مكسيكي.

### ديسمبر
- 24 ديسمبر – روميو أنايا (مواليد 1946) ملاكم مكسيكي.